# الرومانية الكاثوليكية في ليتوانيا

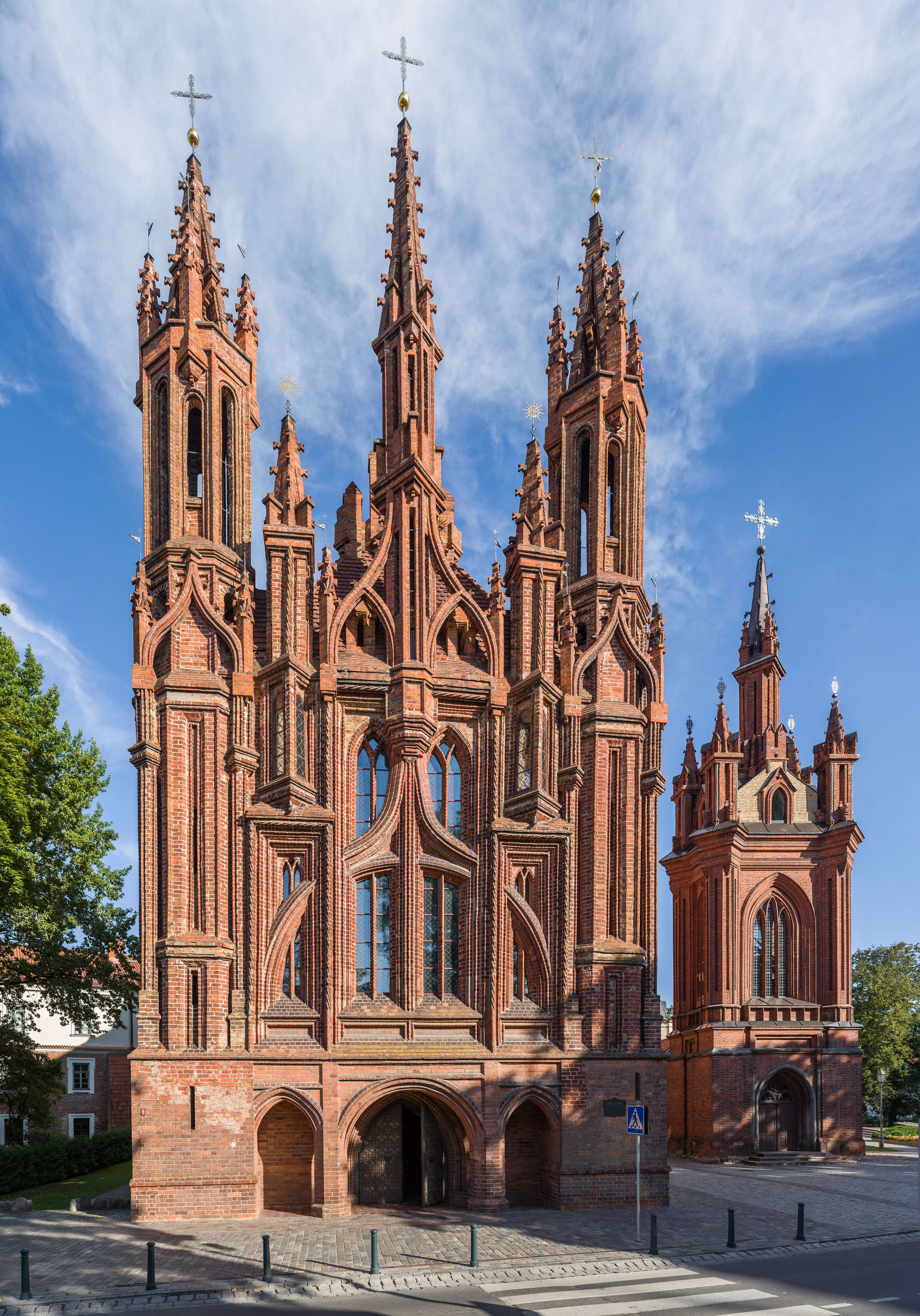
كنيسة القديسة حنة في فيلنيوس.

يشكل الكاثوليك نسبة 80% من سكان ليتوانيا. ومنذ القرن الرابع عشر أعتبرت ليتوانيا دولة مسيحية وأمّة كاثوليكية.
حافظت ليتوانيا على هويتها الكاثوليكية تحت حكم الإمبراطورية الروسية وفي وقت لاحق في إطار الاتحاد السوفياتي عندما قاد بعض القساوسة الكاثوليك المقاومة ضد النظام الشيوعي الذي يتم الاحتفال به في تلة الصلبان بالقرب من سياولياي، والذي تحول إلى مزار للمقاومة المناهضة للشيوعية. واصلت الكنيسة النشاط السياسي بعد الاستقلال ضد الاشتراكية والليبرالية، وخاصة في المسائل الأخلاقية.